# Kasteel van Bonneville (Frankrijk)
Het Kasteel van Bonneville (Frans: Château de Bonneville) is een kasteel in de Franse gemeente Chamblac. Het kasteel is een beschermd historisch monument sinds 1978.